# The Man He Might Have Been (film 1913)
The Man He Might Have Been è un cortometraggio muto del 1913 diretto da Ashley Miller.

## Produzione
Il film fu prodotto dalla Edison Company.

## Distribuzione
Distribuito dalla General Film Company, il film - un cortometraggio in una bobina - uscì nelle sale cinematografiche degli Stati Uniti il 20 gennaio 1913. Venne distribuito anche nel Regno Unito il 26 aprile 1913.
Copia della pellicola viene conservata negli archivi del Museum of Modern Art (Thomas A. Edison, Incorporated, collection).